# Hra

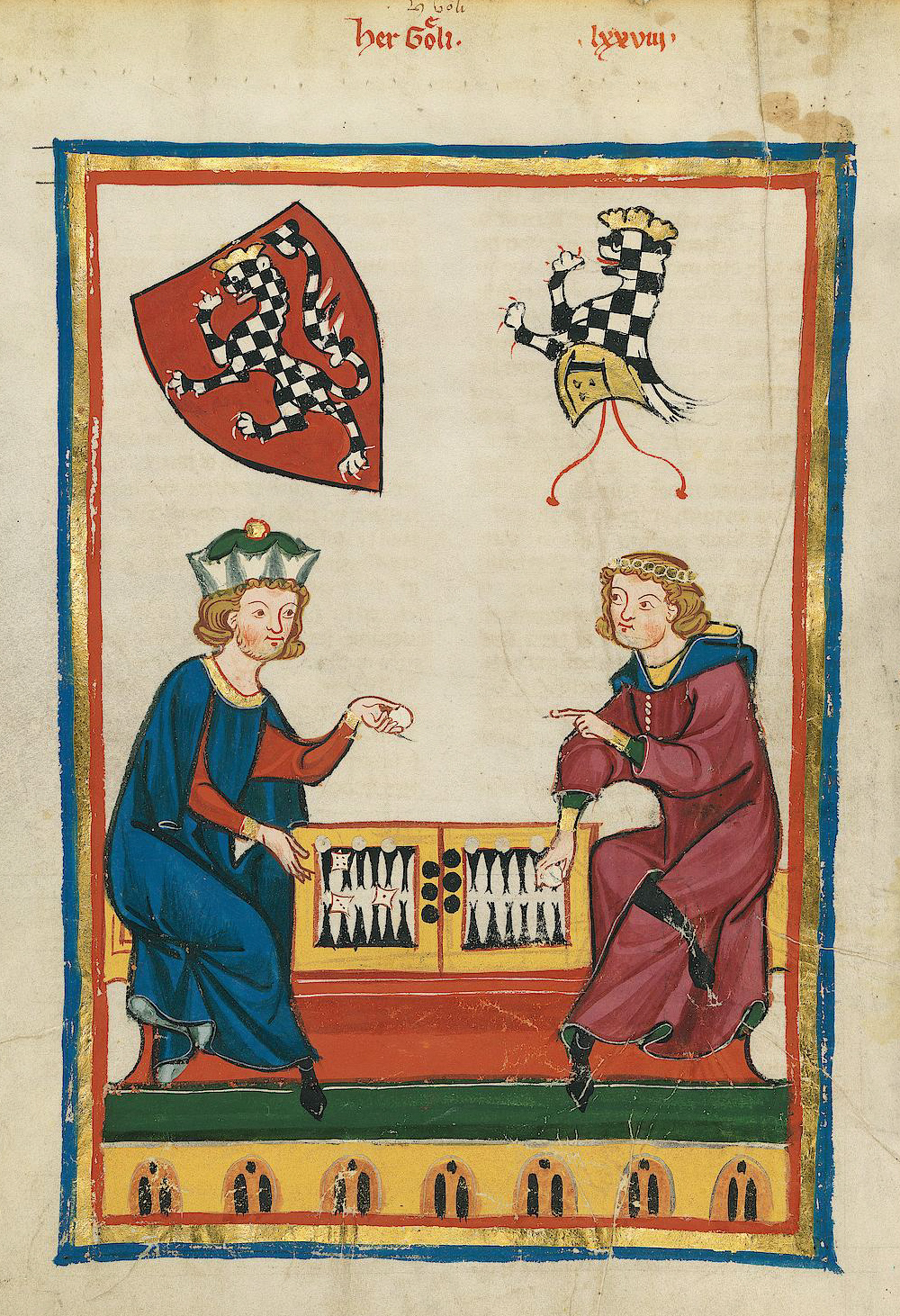
Středověcí hráči vrhcábů

Hra je činnost jednoho či více lidí, která nemusí mít konkrétní účel, ale přitom má za cíl radost či relaxaci.[zdroj⁠?!] Hry se hrají především pro zábavu, ale mohou také sloužit například ke vzdělávání. Rolí hry ve společnosti se zabývá věda zvaná ludologie.

## Vymezení hry
Hra je činnost, která se provádí kvůli rozptýlení či obveselení, které se nachází ve hře samotné. Cílem hry je vyhrát. Hry jsou nejčastěji společné či společenské. Lze je rozdělit:
- pohybové hry, ke kterým lze řadit také hry s míčem, koulí, kuželkami
- klidové hry, které slouží k vytříbení pozornosti a schopnosti pozorování či k činnosti ducha; patří mezi ně karetní hry, deskové hry a hry společenské či seznamovací.
  - počítačové hry, které mohou plnit funkci klidových her, ale především simulují reálná i nereálná prostředí.

Herní činnost nepatří obvykle svou povahou k pracovnímu nasazení člověka, ale k volnočasovým aktivitám. Touha po hře je ve člověku, zvláště dítěti, vyvolávána zvědavostí a elánem. Vývojová psychologie považuje hru za hlavní hnací sílu hledání sebe sama v raném dětství a při pozdější socializaci člověka, zvláště při seznamování. Člověk začíná poznávat, prozkoumávat a reflektovat svět nejprve v dětské hře. Hodnotu hry spatřovali již starověcí filozofové (např. Platón, Plótínos). Význam hry v novověku pomohli odhalit Jean-Jacques Rousseau a pedagogové Komenský, Pestalozzi a Fröbel.
Činnost člověka není hrou, pokud je vynucená nebo účelově vázaná, nemůže být spojená s plněním povinnosti, nějaké potřeby, návykovým uspokojením, odstraňováním škod nebo ochrany před bolestí. Avšak neexistuje přitom přesné vymezení, neboť existují vzdělávací hry, jejichž smyslem je učení, avšak přitom zůstávají hravé. Hra je hrou, pokud v ní převažují kreativní prvky, tedy rozvíjení zúčastněných osobností a jejich společenských vztahů.
Nizozemský historik Johan Huizinga ve svém stěžejním díle Homo ludens (1938) hru definuje takto:
Hra je svobodné jednání či zaměstnání, které v rámci určitého jasně vymezeného času a prostoru, které se koná podle svobodně přijatých, ale přitom bezpodmínečně závazných pravidel, má svůj cíl samo v sobě a nese s sebou pocit napětí a radosti a zároveň vědomí odlišnosti od všedního života. (s. 37)

## Hazardní hry
V některých případech se hry nehrají pouze pro radost ze hry, nebo pro pocit vítězství, ale hraje se o nějakou sázku. Každý účastník, který se chce hry zúčastnit, musí složit nějaký vklad - sázku. Tento vklad si po skončení hry podle nějakého klíče rozdělují vítězové.
Obvykle platí, že čím má hra jednodušší pravidla a čím je výhra závislejší na náhodě (tzn. málo nebo vůbec se neuplatňuje schopnost, fantazie a kreativita hráče), tím častěji se hra hraje o sázku. Protože hra, která je založena na náhodě, poskytuje sama o sobě hráčům velmi malé uspokojení, je třeba uspokojení nebo adrenalin vytvářet jiným způsobem.
Jiný způsob může znamenat finanční vklad, riziko hry apod.
Velká část lidí sice bere tyto hry tak, jak bylo uvedeno výše (druh relaxace), ale u některých lidí může na těchto hrách vzniknout závislost (gamblerství); tato závislost pak může vést k jejich ekonomické i sociální devastaci. Mezi takovéto hazardní hry patří např.:
- hrací automat
- loterie a sázky,
- některé karetní hry (poker, blackjack, mariáš, oko, taroky, ...).
- ruleta
- ruská ruleta

Základním a charakteristickým znakem hazardní karetní hry je to, že
- některé karty z kompletní použité karetní sady zůstanou nepoužité v průběhu jedné celé karetní hry (partie) tj. jejich hodnotu nevidí žádný ze zúčastněných hráčů

Důležitým doplňkovým znakem, výrazně zvyšující rizikovost, je, že
- výsledkem hry může být značný majetkový prospěch/ztráta
- není předem stanovena maximální výše sázky

Ne nepodstatným rysem rizikového hazardu je možnost výrazně ovlivnit celkový výsledek série partií utajovaným partnerstvím (spiknutím) proti jednomu z hráčů.
Z výše uvedeného je zřejmé, že mariáš a taroky jsou mezi hazardní karetní hry zařazeny chybně, protože spadají do stejné kategorie karetních her jako je bridge (a ani pexeso není hazardem), zatímco běžná dětská i hospodská hra "prší" je v principu hazardní, pokud se hraje o vysoké sázky. Samotné hazardní jednání nestačí k zařazení hry do kategorie rizikového hazardu, protože i při naprosto nevinných hrách se hazardu používá při losu o určení začínající strany (malá dává), popřípadě jiné počáteční konfigurace (ve fotbale los mincí, v šachu výběr barvy figur atd.)
Vedle samotné karetní hry je samozřejmě hazardem sázení na vítěze nezúčastněnými ve hře, ale to je jiná kapitola.

## Hra v matematice
Pojem her má význam také v některých matematických teoriích (teorie her). Tyto teorie jsou schopny popsat nejen společenské hry, ale také modelovat některé jevy z oblastí ekonomie, psychologie, sociologie a dalších oborů.
Na základě teorie speciálního případu nekonečných her je například založena alternativní teorie množin.

## Hra v křesťanské teologii
Křesťanská teologie spojuje s hrou svobodu člověka a Boha. Stvoření světa Bohem lze pojímat jako hru, neboť k tomuto „počínáním“ Bůh není ničím nucen a nepotřebuje jej, avšak přesto není beze smyslu a tvoří člověka svobodně. Mnohé mýty a církevní autoři krom toho popisují stvoření jako božskou hru, hudbu či tanec. Kniha přísloví představuje moudrost jako tu, která si od věčnosti hraje před Boží tváří (Př 8,30).
Podle křesťanské nauky o vtělení se Bůh - věčný Logos stává malým dítětem, které je chápáno jako svobodné a jako aktér hry. Ježíš klade podmínku „být jako dítě“ pro vstup do nebeského království. Církevní Otcové pohlížejí na smích jako na znak moudrosti. Órigenés nejednou píše, že opravdu moudrý člověk je jako dítě, které se směje a hraje si ještě na márách svých rodičů (Comm. Matth. XIII, 16). Středověký teolog Petrus Cantor se ptá, zda se smál i Ježíš Kristus, který na sebe podle křesťanství přijal vše lidské; pak totiž hra a smích musí patřit k podstatě člověka. Tomáš Akvinský přejímá Aristotelův názor, že rekreace a veselá hra jsou pro život člověka nezbytné. Augustinus může takto hovořit dokonce „o komedii života“, jiní autoři hovoří o „divadle světa“. Tento rozměr života jako hry či divadla představuje člověka jako nezávislého na osudu, nedeterminovaného zcela vnějšími okolnostmi, jako toho, který je schopen svobodně se rozhodovat a jednat, rozvíjet svou kreativitu.

## Pohybové hry

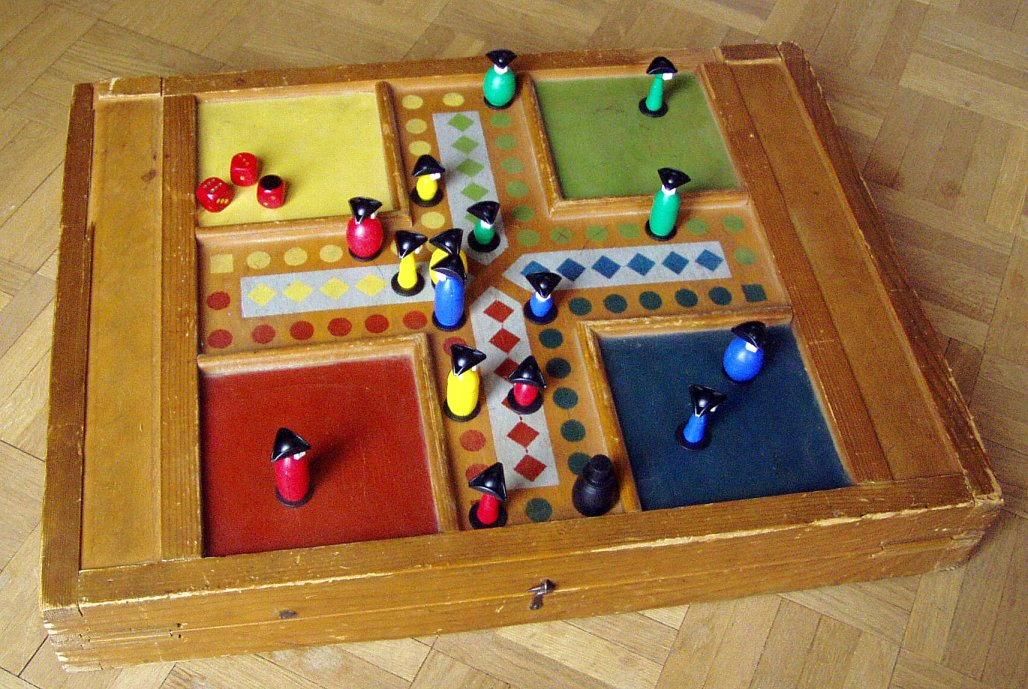
Herní deska pro Člověče nezlob se!

Tento typ her většinou nevyžaduje žádné nákladné pomůcky ani dlouhou přípravu. Odehrávají se většinou venku - v parcích, lesích, na zahradách, loukách nebo hřištích - nebo i po střechou. 

## Společenské hry
Smyslem společenských her bývá prolomení počátečního ostychu. Příklady:
- tanec v párech, s pomeranči mezi čely - jak pár tancuje, pomeranč postupně propadá: na brady, do živůtku, na břicha, k rozkrokům, ke kolenům. Vyhrává pár, který svůj pomeranč nejdéle udrží a jako poslední vydrží bez toho, aby pomeranč spadl na podlahu.
- Aktivity - párová či týmová hra na vysvětlování skrytého pojmu jen pomocí pantomimy. Vyhrává tým s největším počtem uhodnutých pantomim, lístečků předpřipravených zadání.

Některé hry, ačkoli jsou zúčastněným vysvětlovány jako soutěživé, například jako vyzvedávání mince ze dna lavoru naplněného vodou jen pomocí jazyka a poslepu, hlavní zábava bývá často směřována k obecenstvu: soutěžícím jsou místo lavorů s vodou podstrčeny lavory s moukou. Zábava zúčastněných ze soutěže se tak kombinuje se zábavou ostatních vyplývající z komické situace a očekávání reakcí soutěžících, tedy z "efektu skryté kamery".

## Společenské deskové hry
Doba vzniku her:
- Vrhcáby: 4000 př. n. l. - Mezopotámie
- Go: 3000-2000 př. n. l. - Čína
- Mlýn: 2000 př. n. l. - stopy v Irsku, Egyptě a Číně
- Šachy: 5. století - Indie
- Člověče, nezlob se!: 1896 - Velká Británie
- Domino: 3. století nebo 11. století - Čína
- Dáma: 1100 - Jižní Francie
- Halma: 1880 - americký chirurg George Howard Monks
- Scrabble: 1948 - USA
- Monopoly: 1935 - Parker, USA